# 凯昂
凯昂（法語：Quéant，法語發音：[keɑ̃]）是法国上法兰西大区加来海峡省的一个市镇，位于该省东南部，属于阿拉斯区。

## 地理
凯昂（50°10'45"N, 2°59'0"E）面积9.02 平方千米，位于法国上法蘭西大區加来海峡省，该省份为法国北部沿海省份，西北濒北海，南至索姆省，东临北部省。
与凯昂接壤的市镇（或旧市镇、城区）包括：卡尼库尔、博梅莱康布雷、比西、拉尼库尔马塞尔、诺勒伊、阿图瓦地区普龙维尔、里安库尔-莱卡尼库尔。
凯昂的时区为UTC+01:00、UTC+02:00（夏令时）。

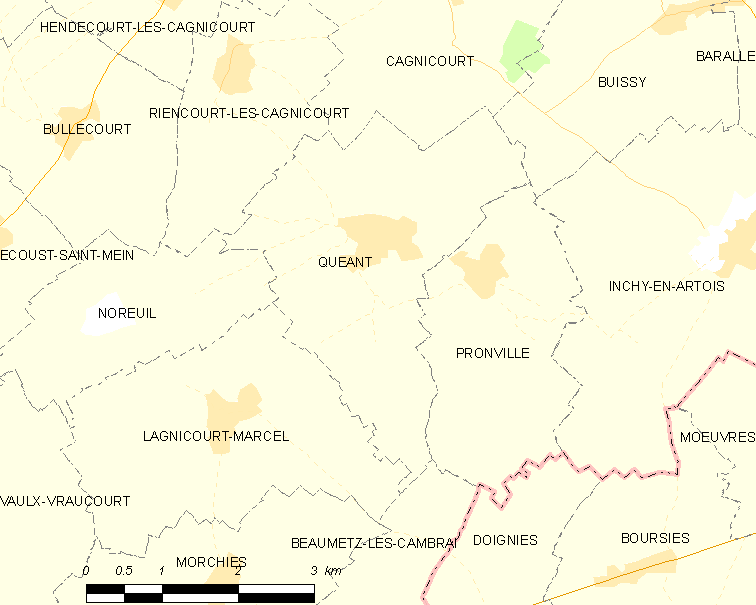
凯昂的OSM定位图

## 行政
凯昂的邮政编码为62860，INSEE市镇编码为62673。

## 政治
凯昂所属的省级选区为巴波姆县。

## 人口

1962-2008年间凯昂人口变化图示

凯昂于2022年1月1日时的人口数量为635人。